# Sanzaburo Kobayashi
Sanzaburo Kobayashi (Harima, 1863 – 1926) è stato un medico e chirurgo giapponese.

## Biografia
Sanzaburo Kobayashi nacque in una famiglia di farmacisti. Nel 1883 iniziò a studiare medicina con Matsumoto Jun. Dopo aver ottenuto l'abilitazione per l'esercizio in Giappone, decise di continuare gli studi all'estero. Ha studiato al Cooper Medical College, ed ha praticato medicina a San Francisco. Nel 1892 si trasferisce alle Hawaii. All'inizio visse a Wailuku e divenne noto per gli interventi chirurgici al cervello.
Nel 1896 insieme al dottore Iga Mori, e Matsujiro Misawa aprirono un piccolo ospedale nel centro di Honolulu.
Dopo una grave malattia nel 1901 si convertì al Buddismo Shingon e divenne membro della Young Men's Buddhist Association e scrisse diversi articoli sulla loro rivista, il Dōhō.
Tornato in Giappone nel 1908 aprì un ospedale buddista a Kyoto. Pubblico studi su metodi alternativi per la cura della nevrastenia.
Kobayashi fu coinvolto in una bufala sul supposto ritrovamento di un'antica mappa giapponese che mostrerebbe una Terra piatta e anacronisticamente esplorata.
Nel 1907 la mappa fu pubblicata sui giornali hawaiani Pacific Commercial Advertiser e Hawaiian Gazette rispettivamente il 9 e 11 gennaio, l'articolo di accompagnamento affermava che la mappa era stata scoperta e copiata dal fratello del dottor Sanzaburo Kobayashi, noto chirurgo che operava a Honolulu. L'articolo riferisce: "Il "Manoscritto trovato in un cilindro di rame" è la copia di una mappa che attraversò i mari fino a Honolulu proveniente da un tempio buddista nelle montagne del Giappone centrale."